# Art-Banking
Als Art Banking bezeichnet man eine Vermögens- und Anlageberatung speziell für Besitzer von Kunstwerken.

## Grundlagen
Nachdem einige Kreditinstitute, wie UBS, Deutsche Bank und Citigroup, und auf vermögende Privatkunden spezialisierte Privatbankhäuser in den vergangenen Jahren erkannt haben, dass ihre Klientel neben den bisher betreuten klassischen Vermögenswerten wie Spareinlagen, Wertpapierdepots, Gold, Beteiligungen und Immobilien auch über wertvollen Kunst- und Antiquitätenbesitz verfügt, wurde bei einigen Instituten das Art Banking eingeführt, um den vermögenden Kunden auch bei dieser Kapitalform eine kompetente Beratung zu ermöglichen. UBS startete ihre Aktivitäten in diesem Bereich 1998. Als Folge der Finanzkrise stellt sie zum 1. April 2009 ihre Kunstberatung ein.
In der klassischen, auf das Geldgeschäft abgestimmten, Ausbildung eines Bankmitarbeiters oder Managers sind kunsthistorische Kenntnisse in der Regel nicht enthalten. Daher werden für diese Dienstleistungen häufig zuverlässige externe Fachleute, zumeist Kunsthistoriker, von Fall zu Fall hinzugezogen oder als feste Mitarbeiter der Bank in bestehende Vermögensverwaltungen eingegliedert.
Wesentliches Merkmal des Art Banking ist es, die Kunden unter banküblichen Standards zu beraten, das heißt: „neutral-effizient-verschwiegen“. Dabei wird es als Ergänzung der Dienstleistungspalette für vermögende Privatkunden verstanden. Außerdem bietet es den Banken die Möglichkeit, mit potentiellen Kunden in Kontakt zu treten.
In der Regel steht dieser Spezialservice nur langjährigen Kunden des Geldhauses im Rahmen des Family-Office zur Verfügung. Eine Ausnahme bildet zum Beispiel die Maecenas-Privatbank-Group in London, die keine Finanzdienstleistungen anbietet und sich stattdessen ausschließlich auf Art Banking spezialisiert hat.

## Aufgabenbereich
Zu dem Aufgabenbereich im Art Banking gehören:
- Analyse von Sammlungen
- Kauf und Verkauf von Kunstwerken im Kundenauftrag
- Recherche im Art-Loss-Register
- Treuhänderische Vertretung auf Kunstauktionen
- Ausstellungen
- Beratung von Kunden im Kunstbereich
- Datenbankrecherchen und Ergänzung von Datenbankinformationen über Kunstwerke
- Dokumentation von Kunstwerken
- Echtheitsprüfung
- Editionen
- Erbschaft und Erbfolge
- Gutachten
- Konservierungsfragen
- Kunstmessen
- Kunststiftungen
- Lagerung von Kunstwerken
- Leihgaben an Museen und für Ausstellungen
- Literaturrecherchen
- Nachlassverwaltung, Nachlasspflege und Nachlassverwertung von Kunstwerken
- Oeuvre-Verzeichnisse (Werkkataloge)
- Provenienzforschung
- Rahmung und stilistische Beratung
- Seminare und Kunstsymposien
- Wertermittlungen

## Weblink
- Artikel über Artbanking im Manager-Magazin